# Lemme de Hotelling
En économie, et plus particulièrement en ce qui concerne le comportement micro-économique des entreprises, le lemme de Hotelling permet de relier des variations du profit {\displaystyle \pi (p,w)} (i.e. des profits marginaux) à l'offre {\displaystyle y(p,w)} ou à la demande {\displaystyle x_{i}(p,w)} d'un facteur {\displaystyle i}. Il a été présenté par l'économiste américain Harold Hotelling dans un article de 1932. 
Plusieurs hypothèses sont nécessaires pour permettre à ce lemme d'exister. Dans le cadre de la microéconomie standard, le producteur maximise son profit en situation de concurrence pure et parfaite ; la fonction de profit, définie à partir des variables que sont le prix de vente des biens et services et le coût des intrants (des facteurs de production), est par ailleurs continue et dérivable en tout point. On suppose donc que {\displaystyle \pi (p,w)} admet des dérivées partielles par rapport au prix {\displaystyle p} et à la rémunération {\displaystyle w_{i}} du facteur {\displaystyle i}. On a alors ces deux résultats : 
- {\displaystyle y(p,w)={\frac {\partial \pi (p,w)}{\partial p}}}. La variation du profit résultant de la variation du prix de vente d'un bien ou service est égale à la quantité produite de ce bien ou service.
- {\displaystyle x_{i}(p,w)=-{\frac {\partial \pi (p,w)}{\partial w_{i}}}} pour tout facteur {\displaystyle i}. La variation du profit résultant de la variation du coût de l'intrant {\displaystyle i} est égale à l'opposé de la demande de cet intrant {\displaystyle i}.